# 目迫秩父
目迫 秩父（めさく ちちぶ、1916年3月24日 - 1963年3月18日）は、神奈川県出身の俳人。本名は文雄。

## 人物
横浜市生。県立商工実習学校（現神奈川県立商工高等学校）卒。1941年、昭和特殊製鋼に入社。1946年、スト争議により退社。同年「濱」に入会し大野林火に師事。1949年に結核を発病。貧困生活の中、入退院を繰り返しながら意欲的に病涯を詠んだ。代表句『狂へるは世かはたわれか雪無限』他。1958年、句集『雪無限』により第7回現代俳句協会賞。1963年、喀血による窒息で死去。「濱」（1963年7月号）では追悼号が組まれた。